# Koala (informatique)
Koala est une application multiplateforme permettant la compilation des langages dynamique suivant : Less, Sass, Compass et CoffeeScript.
L'application en est à sa version 2.0.4 (release), et est traduit en 10 langues (dont le français et l'anglais).